# Łódzki Rajd Samochodowy 1955
1. Łódzki Rajd Samochodowy – 1. edycja Rajdu Łódzkiego. Był to rajd samochodowy rozgrywany od 21 do 22 maja 1955 roku. Była to druga runda Rajdowych Samochodowych Mistrzostw Polski w roku 1955. Składał się z dwóch etapów. Pierwszy stanowiła trasa Łódź – Piotrków – Skierniewice – Łowicz – Kutno – Zgierz – Łódź. Drugi rozegrany został na terenie Łodzi. W skład rajdu wchodziły następujące próby sportowe: jedna próba jazdy terenowej, jedna próba przyspieszenia na wzniesieniu, jedna próba zmiany kierunku, jedna próba zrywu i hamowania i jedna próba przyspieszenia na poziomie. Zawodnicy byli klasyfikowani w poszczególnych klasach, nie było prowadzonej klasyfikacji generalnej..

## Wyniki końcowe rajdu[1]

### Klasa IX T
| Miejsce | Kierowca           | Samochód              | Punkty |
| ------- | ------------------ | --------------------- | ------ |
| 1       | Bolesław Majkowski | Ford V8               | 3,50   |
| 2       | Paweł Jankowski    | Chevrolet Fleetmaster | 4,25   |
| 3       | Ksawery Frank      | Chevrolet Fleetmaster | 5,25   |
| 4       | Jerzy Lewandowski  | Chevrolet             |        |

### Klasa VIII T
| Miejsce | Kierowca             | Samochód          | Punkty |
| ------- | -------------------- | ----------------- | ------ |
| 1       | Stanisław Wierzba    | FSO Warszawa M 20 | 0,00   |
| 2       | Marian Repeta        | FSO Warszawa M 20 | 3,25   |
| 3       | Roman Karczewski     | FSO Warszawa M 20 | 5,50   |
| 4       | Stanisław Gustaw     | FSO Warszawa M 20 | 5,00   |
| 5       | Mirosław Snigurowicz | FSO Warszawa M 20 |        |
| 6       | Jerzy Grygolewicz    |                   |        |

### Klasa VII T
| Miejsce | Kierowca             | Samochód      | Punkty |
| ------- | -------------------- | ------------- | ------ |
| 1       | Zygmunt Skoczkowski  | Tatraplan     | 0,00   |
| 2       | Walerian Waryszewski | BMW 326       | 7,50   |
| 3       | H. Gostyński         | Citroen       | 8,25   |
| 4       | Ludwik Kachelski     | Citroen BL 11 |        |
| 5       | Zygmunt Krzyżaniak   | Wanderer      |        |

### Klasa VI T
| Miejsce | Kierowca           | Samochód          | Punkty |
| ------- | ------------------ | ----------------- | ------ |
| 1       | Edward Niziołek    | Opel Olympia      | 0,00   |
| 2       | Jan Orodecki       | Mercedes-Benz 170 | 2,25   |
| 3       | Roman Perłowski    | Wanderer          | 6,75   |
| 4       | Henryk Waśkiewicz  | Mercedes-Benz 170 |        |
| 5       | Jerzy Szlang       | Fiat 1500         |        |
| 6       | Czesław Komorowski | Mercedes-Benz 170 |        |

### Klasa IV-V T
| Miejsce | Kierowca         | Samochód     | Punkty |
| ------- | ---------------- | ------------ | ------ |
| 1       | Janusz Luniak    | Fiat 1100    | 0,50   |
| 2       | Erazm Gajewski   | Fiat 1100    | 3,00   |
| 3       | Tadeusz Dubas    | Skoda Furgon | 5,25   |
| 4       | Janusz Solarski  | Skoda 1100   |        |
| 5       | H. Sobkowiak     |              |        |
| 6       | Henryk Olszewski | Skoda        |        |

### Klasa III T
| Miejsce | Kierowca          | Samochód | Punkty |
| ------- | ----------------- | -------- | ------ |
| 1       | Stefan Goński     | DKW      | 0,00   |
| 2       | Janusz Jarosz     | DKW      | 10,25  |
| 3       | Lejmanowski       | DKW      | 10,50  |
| 4       | Alfons Zielkowski | DKW      |        |
| 5       | Andrzej Zieliński |          |        |
| 6       | J. Sikora         | DKW      |        |